# موروی (گجرات)
شهر موروی (به انگلیسی: Morvi) با جمعیت ۲۰۵٫۲۴۲ نفر در ایالت گجرات در کشور هند واقع شده‌است.